# Bomben bei Kilometer 92
Bomben bei Kilometer 92 ist die erste Folge bzw. der Pilotfilm der Actionserie Alarm für Cobra 11 – Die Autobahnpolizei. Die Erstausstrahlung fand am 12. März 1996 bei RTL statt.

## Handlung
Ein neuer Fall für die Beamten des Autobahnpolizeireviers 11. An einer Autobahnböschung detoniert eine als Krabbendose getarnte Bombe. Zwei Straßenarbeiter überleben mit knapper Not. Sofort scheint der Täter mit Richie Weber gefasst, da dieser kurz vorher mit Bomben entlang der Autobahn gedroht hatte. Mit diesem Fall werden die beiden Kriminalhauptkommissare Frank Stolte, ein Versetzungsbeamter des Bundesgrenzschutzes von der GSG 9, und Ingo Fischer betraut. 
Kurz darauf wird bei einem Trödler eingebrochen. Die gestohlenen Sachen werden wenig später mit einer Kassette und einer Zinnfigur in der Nähe der Autobahn gefunden. Auf der Kassette gibt sich ein gewisser "Rascar Capac" als Urheber des Bombenanschlags zu erkennen. Er fordert 1 Million DM in bar und ein Kilo Gold. Bei dem Trödler finden die Kommissare heraus, dass es sich bei "Rascar Capac" um eine Figur aus einem Tim und Struppi-Comic handelt. Nach einer gescheiterten Lösegeldübergabe wird eine Baustelle umgestellt, sodass es zu einer Massenkarambolage kommt. 
Für Frank beginnt ein Katz-und-Maus-Spiel. Zuerst wird er vom Bombenleger in ein Schwimmbad geschickt, als dort aber auch Ingo auftaucht, schickt "Rascar Capac" Frank in ein Museum. Dort scheitert allerdings die Geldübergabe, als ein Museumswächter den Sack mit dem darin enthaltenen Geld stiehlt. Nachdem auch diese Lösegeldübergabe gescheitert ist, wird der Polizist Marcus Bodmar durch einen Anschlag von "Rascar Capac" schwer verletzt und warnt die Kommissare vor weiteren Anschlägen. Revierleiterin Katharina Lamprecht hat nach den Anschlägen mit der Presse zu kämpfen. 
Doch der Fall nimmt eine unerwartete Wendung, als herausgefunden wird, dass der Sprengstoff, den Rascar Capac benutzt, schon früher einmal von dem Terroristen Khalid Masharid benutzt wurde. Dieser sitzt allerdings im Gefängnis. Auch bei einem Gespräch mit dem Terroristen kommen die Kommissare nicht weiter. Erst durch einen Tipp des verletzten Marcus Bodmar, der im Krankenhaus alle Tim und Struppi-Comics durchgelesen hat, finden die Kommissare in einem stillgelegten Autobahnbunker den Sprengstoff, den Khalid einst benutzt hatte. 
Als die Kommissare dem Terroristen mitteilen, dass sie seinen Sprengstoff gefunden haben, finden sie auch heraus, dass es Steve Kröger ist, ein ehemaliger Häftling, dem Khalid den Aufenthaltsort seines Sprengstoffes verraten hat, und der sich hinter dem Pseudonym "Rascar Capac" versteckt. Nun kommt es zu einer letzten finalen Lösegeldübergabe, bei der Kröger Frank erst durch die ganze Stadt schickt und später in einem Hotel das Geld durch einen Wäscheschacht werfen lässt. Doch Kröger wird zusätzlich von Ingo und Anja Heckendorn, welche als Ersatz für Bodmar neu im Team ist, verfolgt. Es beginnt eine Verfolgungsjagd, bei der Frank auf das Dach von Krögers Auto springt. Schlussendlich rast Kröger mit seinem Wagen in einen Güterzug und kann leicht verletzt verhaftet werden, doch er verspricht wiederzukommen.

## Auszeichnungen
Der Stunt-Koordinator der Serie, Hermann Joha, erhielt für die Serie im Jahr 1996 den Goldenen Löwen.

## Kritik
- Süddeutsche Zeitung (retrospektiv von 2009): „Als die Serie im März 1996 mit dem Pilotfilm „Bomben bei Kilometer 92“ auf Sendung ging, gab es im Deutschen Fernsehen noch nicht mal ansatzweise so etwas wie Actionkultur.[…] Wer genau hinschaute, erkannte dort regelmäßig einen jungen Stuntman ohne festen Haarschnitt, dafür mit tollkühnem Fahrverhalten. Sein Name: Hermann Joha. Genau dieser Mann ist es, dem es Mitte der Neunziger gelingt, das Land von betulichen Jägerzaun-Aktionen zu befreien, die bis dahin deutsche Filme und Serien bestimmten. Plötzlich gab es bei RTL eine Serie, die reihenweise deutsche Besserverdiener-Limousinen auf Hollywood-Niveau schrottete – mit Hilfe von Johas Verve und Können.“[2]

## Quoten
Zehn Millionen Zuschauer sahen die Episode.